# Jun Fukuyama
Pour les articles homonymes, voir Fukuyama (homonymie).
 (mars 2019).
Si vous disposez d'ouvrages ou d'articles de référence ou si vous connaissez des sites web de qualité traitant du thème abordé ici, merci de compléter l'article en donnant les références utiles à sa vérifiabilité et en les liant à la section « Notes et références ».
Jun Fukuyama (福山 潤, Fukuyama Jun), surnommé Junjun, est un seiyū né le 26 novembre 1978 à Fukuyama dans la préfecture d'Ōsaka.

## Rôles
- 07-Ghost (TV) : Hakuren Oak
- Akagami no Shirayukihime : Prince Raji
- Assassination Classroom : Koro-sensei
- Area no kishi : Suguru Aizawa
- Arcana Famiglia : Liberta
- Akikan! (TV) : Kakeru Daichi
- Angelic Layer (TV) : Koutarou Kobayashi
- Banana Fish : Yue Lung Lee
- Black Butler (Kuroshitsuji) (TV) : Grell Sutcliff
- Black Clover (TV) : Finral Roulacase
- Bleach (TV) : Ayasegawa Yumichika ; Kojima Mizuiro
- Blue Exorcist (TV) : Okumura Yukio
- Boogiepop Phantom (TV) : Manticore Phantom ; Masami Saotome
- Bouken Yuuki Pluster Would (TV) : Biitoma
- Bungo Stray Dogs : Ango Sakaguchi
- Détective Conan (TV) : kendo club A (ep 263)
- Code Geass (TV) : Lelouch
- Coma héroïque dans un autre monde (TV) : Takafumi Takaoka
- Chuunibyou demo Koi ga Shitai ! (TV) : Yuuta Togashi
- Cluster Edge (TV) : Beryl Jasper
- Danganronpa 3 The end of Kibougamine gakuen Zetsubou-hen : Teruteru Hanamura
- Densetsu no Yuusha no Densetsu  (TV) : Ryner Lute
- Demon Slayer: Kimetsu no Yaiba (TV) : Yahaba
- Di Gi Charat Nyo (TV) : Ned
- Durarara !! (TV) : Shinra Kishitani
- E's Otherwise (TV) : Juma
- Eve no jikan (ONA): Rikuo
- Fire Emblem Engage (JV) : Roy
- Fire Emblem Heroes (JV) : Innes ; Roy
- Fullmetal panic! (TV) : Hiroshi Kasuya (ep 21 ) ; Shota Sakamoto
- Fullmetal panic? fumoffu (TV) : Issei Tsubaki
- Gakuen Heaven (TV) : Keita Ito
- Gankutsuou : Le Comte de Monte Cristo (TV) : Albert de Morcerf
- Gensômaden Saiyuki : Requiem (film) : Go Dougan (Childhood)
- Get Ride! Amdriver (TV) : Roshette Keith
- Glass no Kamen (TV 2005): Yuu Sakurakouji
- Gravion (en) (TV) : Toga Tenkuji
- Gravion Zwei (TV) : Toga Tenkuji
- Gundam Neo Experience 0087 : Green Divers (film): Jack Beard
- Gunparade Orchestra (TV) : Yuuto Takeuchi
- Hamatora (TV) : Birthday
- Hanasakeru Seishounen (TV) : Carl Rosenthal
- Happy Seven (TV) : Kikunosuke
- Heat guy J (TV) : Ian Narse
- Hellsing (TV) : Assistant (Ep 3)
- Honey x Honey Drops (OAV) : Chihaya Yurioka
- Inazuma Eleven Arès : Nosaka Yuuma
- Inazuma Eleven Orion : Nosaka Yuuma
- Innocent Venus (TV) : Chinran
- Inukami! (TV) : Keita Kawahira
- Itsuka Tenma no Kuro Usagi (TV) : Hinata Kurenai
- Jungle wa itsumo Hare nochi Guu (TV) : Harry
- Jewelpet (TV) : Dian
- K (TV) : Yata Misaki
- Kiddy Grade (TV) : Tweedledum
- Kingdom : Ei Sei
- Kin'iro no Corda : Keiichi Shimizu
- Kuroko's Basket (TV) : Hanamiya Makoto
- Letter Bee (TV) : Gauche Suede
- Loveless (TV) : Yayoi
- Madlax (TV) : Ains>
- Memories Off (OAV) : Shin Inaho
- Memories Off 2nd (OAV) : Shin Inaho ; Shota Nakamori
- Memories off 3.5 - Omoide no Kanata he (OAV) : Shin Inaho
- Metal Gear Solid 4: Guns of the Patriots (JV) : Johnny Sasaki
- Mobile Suit Gundam - The Movie Trilogy: Marker Clan
- Mobile Suit Gundam MS IGLOO : The Hidden One Year War (film): Hideto Washiya
- MM!: Taro Sado
- Mon amie des ténèbres (TV) : père d'Akane
- Muteki-oh Tri-zenon (TV) : Akira Kamui
- Narue no sekai (TV) : Masaki Maruo
- Nanatsu no Taizai (TV) : King
- Noragami (TV) : Kazuma
- No Straight Roads : Zuke[1]
- Nura : Le Seigneur des Yokaï (TV) : Rikuo Nura
- Nyan Koi! (TV) : Tama, Haruhiko Endo
- Okane ga nai (OAV) : Ayase Yukiya
- Onmyou Taisenki (TV) : Riku Tachibana
- Osomatsu-san : Ichimatsu Matsuno
- Pandora Hearts (TV) : Vincent Nightray
- Persona 5 (JV) : Ren Amamiya
- Piano (TV) : Kazuya Takahashi
- Princess Princess (TV) : Toru Kono
- Rental Magica (TV) : Itsuki Iba
- Rockman.EXE (film) : Chercheur
- Rockman.EXE Axess (TV) : Chercheur
- Rockman.EXE Stream (TV) : Chercheur
- Saki (TV) : Kyoutarou Suga
- See You Tomorrow at the Food Court (TV) : Le duc Abel[2]
- Special A (TV) : Takishima Kei
- Sora wo kakeru Shojo (TV) : Léopard
- Spice and Wolf (TV) : Kraft Lawrence
- Strange+ (TV) : Takumi
- Suicide Squad Isekai : Gueule d'argile[3]
- Super Smash Bros. for Nintendo 3DS / for Wii U (JV) : Roy (Fire Emblem)
- Super Smash Bros. Melee (JV) : Roy (Fire Emblem)
- Super Smash Bros. Ultimate (JV) : Roy (Fire Emblem)
- Tenchi Muyo! GXP (TV) : Alan ; étudiant B (ep 5)
- The Law of Ueki (TV) : Anon
- Togainu no Chi (TV) : Rin
- Tsubasa chronicle (TV) : Watanuki (ep 2)
- Turn A Gundam (TV) : Keith Laijie
- Turn A Gundam: Earth Light (film 1) : Keith Laijie
- Turn A Gundam: Moonlight Butterfly (film 2) : Keith Laijie
- Uragiri wa boku no namae wo shitteiru (TV) : Tsukumo Murasame
- Valkyria Chronicles (TV) : Maximilian
- Vampire Knight (TV) : Aido Hanabusa
- Working!! (en) (2010) (TV) : Souta Takanashi
- Working!! (en) (2011) (TV) : Souta Takanashi
- Working!! (en) (2015) (TV) : Souta Takanashi
- Wings of Rean (OAV) : Asap Suzuki
- Witch Hunter Robin (TV) : Haruto Sakaki
- W~Wish (TV) : Junna Tono
- XXXHolic (film) : Watanuki Kimihiro
- Yami to Boushi to Hon no Tabibito (TV) : Aya ; Narration ; Ryuken Kishima (eps 8-9)
- Yo-kai Watch Shadowside: Oni-ō no Fukkatsu : Kaira, le roi-serpent

## Interprétation
- Générique de fin de Cluster Edge
- Générique de début et de fin de S.A Special A Class
- Character song de Yata Misaki (K Project)
- Participation au single Go!!! (15th anniversary version) de FLOW[4]